# مخالفان هفت‌گانه تب
مخالفان هفت‌گانهٔ تب (به انگلیسی: Seven Against Thebes)، سومین اجرا در سه‌گانه مضمون ادیپ که توسط تراژدی‌نویس یونانی، آیسخولوس در ۴۶۷ پیش از میلاد ارائه شده بود. آن‌ها هفت قهرمان بودند که شهر تب را محاصره کردند.
زمانی که اتئوکلس برخلاف قرار قبلی، حکومت یک‌ساله را به برادرش پولونیکس تحویل نداد. پولونیکس به آدراستوس پناه برد. تودئوس نیز که از کالودون رانده شده بود، نزد آدراستوس آمد. آدراستوس دو دختر خود را به عقد آن‌دو درآورد و قول داد آن‌ها را به تاج و تخت بازگرداند. سپس با سپاهی بزرگ با هفت فرمانده به سوی تب عازم شد. 
این هفت تن عبارت‌اند از: آدراستوس، پولونیکس، تودئوس، پارتنوپایوس، کاپانیوس، هیپومدون و آمفیارائوس. هر هفت تن در این جنگ کشته شدند و ده سال بعد اپیگون‌ها (فرزندان این هفت تن) انتقام مرگ پدرانشان را گرفتند.